# Abdul Rahman Mohmand
Abdul Rahman Mohmand, Paschtu:عبدالرحمان مومند, auch bekannt als Rahman Baba, رحمان بابا, (* um 1651; † 1709) war ein paschtunischer Sufi-Dichter des Ordens der Chishtiyya. Er war stark beeinflusst gewesen durch die persischen Sufis Indiens und Irans (insbesondere von Mowlana Rumi, Al-Haq etc.) Seine in Paschtu geschriebenen Gedichte thematisieren neben ethischen Themen vor allem Liebe und Mystik.
Er soll ein zurückgezogenes und einsames Leben geführt haben und wurde nach seinem Tod in einem Friedhof in der Nähe der Stadt Peschawar beigesetzt. Sein Grab wird noch heute von frommen Pilgern besucht, auch finden sich dort, wie es bei Chishti-Derwischen üblich ist, oft an seinem Grab Musikanten, die religiöse Lieder spielen.